# شانزلیزه (آلبوم)
شانزلیزه هفتمین آلبوم رسمی فرزاد فرزین، خواننده و ترانه‌سرای ایرانی است که در ۲۲ اسفند ۱۳۹۶ توسط مؤسسه مؤسسه آوای دوران منتشر شد. این آلبوم شامل ۱۳ قطعه است. این آلبوم به ترانه‌سرایی آرش عدل پرور، پدرام شهرابی، آرمن، علی ایلیا، روزبه بمانی، مهدی ابراهیمی نژاد، فرزاد فرزین، سمیه هدایت نژاد، حامد رجبی و مسعود محمدی و آهنگسازی فرزاد فرزین، آرش عدل پرور ، آرمن، علیرضا افشار و مهدی ابراهیمی نژاد تهیه شده‌است.
شانزلیزه در سال ۱۳۹۶ به انتخاب مردمی تندیس مرغ طلایی بهترین آلبوم پاپ سال را در جشنواره سالانه موسیقی ما دریافت کرد.

## فهرست قطعه‌ها
| نام ترانه          | ترانه‌سرا                    | آهنگساز            | تنظیم                 | مدت  |
| ------------------ | --------------------------- | ------------------ | --------------------- | ---- |
| «شانزلیزه»         | روزبه بمانی                 | فرزاد فرزین        | مهران خلیلی           | ۴:۱۷ |
| «پرواز»            | آرش عدل پرور/پدرام شهرابی   | آرش عدل پرور       | مسعود جهانی           | ۳:۲۲ |
| «قول بده»          | آرمن                        | آرمن               | طایماز اطاعتی         | ۳:۴۰ |
| «خنده‌های تو»       | علی ایلیا                   | فرزاد فرزین        | سعید زمانی            | ۳:۲۹ |
| «یه خواهش»         | روزبه بمانی                 | علیرضا افشار       | بهروز علیاری          | ۳:۴۱ |
| «شمال»             | روزبه بمانی                 | علیرضا افشار       | اشکان آبرون           | ۳:۰۱ |
| «مگه چی داری»      | مهدی ابراهیمی نژاد          | مهدی ابراهیمی نژاد | مهدی ابراهیمی نژاد    | ۳:۳۵ |
| «ای جان»           | فرزاد فرزین/پدرام شهرابی    | فرزاد فرزین        | مهرشاد خنج            | ۲:۵۶ |
| «دل من»            | فرزاد فرزین/سمیه هدایت نژاد | فرزاد فرزین        | مهدی ابراهیمی نژاد    | ۳:۴۵ |
| «بیمارشم»          | فرزاد فرزین                 | فرزاد فرزین        | مهران خالصی           | ۳:۴۵ |
| «من به جهنم»       | حامد رجبی/مسعود محمدی       | فرزاد فرزین        | مهدی ابراهیمی نژاد    | ۳:۱۲ |
| «شراب»             | روزبه بمانی                 | فرزاد فرزین        | آرتین زمانی           | ۴:۱۱ |
| «کجا دنبالت بگردم» | مهدی ابراهیمی نژاد          | مهدی ابراهیمی نژاد | فرزاد فرزین/محمد شاکر | ۳:۳۷ |

## موزیک ویدیوها
| نام موزیک ویدیو | بازیگر(ان)                                                                           | کارگردان       |
| --------------- | ------------------------------------------------------------------------------------ | -------------- |
| «من به جهنم»    | فرزاد فرزین                                                                          | محسن شجاعی     |
| «پرواز»         | فرزاد فرزین آرش عدل پرور                                                             | وحید امینی     |
| «مگه چی داری»   | فرزاد فرزین مهران خلیلی مهرداد معافی احمد امین پور محمد شاکر هومن صلاحی جمال چلبیانی | علیرضا صفرنژاد |
| «بیمارشم»       | فرزاد فرزین مهران خلیلی مهرداد معافی هومن صلاحی محمد شاکر امین آریا                  | علیرضا صفرنژاد |